# WebSynth
WebSynth（ウェブシンセ）とは、FAITH製のGeneral MIDIに対応したソフトウェア・シンセサイザーである。

## 概要
WebSynthはFAITH製のGeneral MIDIに対応したSC-88相当のGS互換を持つソフトウェア・シンセサイザーで、ONKYOの一部のサウンドカードにバンドルされていた。当初は名称のとおりWebから音色をダウンロードしてカスタマイズできるようになるとアナウンスされていたが、結局その機能は実装されなかった。
対応OSはWindows 95、98(SE)、2000、Me。XPの対応予定は見送られたが、動作可能な場合がある。Windows Meのみ「ハードウェアの追加」から手動でインストールする必要がある。
なお、他社製のサウンドカードでも動作できるようにしたものがWebSynth D-77として同社製USBサウンドデバイスなどにバンドルされた。
また、この音源はPlayStationおよびPlayStation 2に搭載されている（ただし、エフェクトおよび同時発音数は削減されている）。

## 特徴
専用のプレーヤーやコントロール用のソフトウェアは存在しない。ソフトウェア音源として最低限の機能・ソフトウェアのみ提供される。
コントロールパネルから、サンプリング周波数、エフェクト、同時発音数、音量レベル、CPU占有率、サウンドキャッシュの設定が可能。
初期設定の状態では、他社製の音源に比べて音量が小さめである。

## 仕様
- 発音方式 : PCM
- パート数 : 16
- 最大同時発音数 : 128(製品によっては256)
- 再生レート : 22.05kHz/44.1kHz(製品によっては22.05kHzのみとなっている)
- サンプリング周波数 : 44.1kHz
- 波形サイズ : 2.3MB
- 音色数:674音色、15ドラムセット
- エフェクト : リバーブ、コーラス
- エフェクトコントロール : チャンネル毎
- ダイナミックフィルタ : TVF
- 対応メッセージ : GM/GS/+α
- MIDI IN : 可
- MIDI IN速度 : 50～500ms以下
- 対応OS : Windows 98/98SE/Me(Windows 2000版も存在する)
- 推奨CPU : Pentium II 233MHz以上
- 必要メモリ : 32MB(製品によっては64MB)以上